# Мглин
Мгли́н (рос. Мглин; біл. Мглін; пол. Mglin) — місто в Російській Федерації, адміністративний центр Мглинського району Брянської області. Розташоване на території українського краю Стародубщина.

## Географія
Місто розташоване на річці Судинка, лівій притоці Іпуті.

## Історія

### Археологія
На землях сучасного Мглина в ХІІ столітті імовірно було місто Зартий (Заритий) Чернігівського князівства. Під час кампанії хана Батия в Україні його повністю спалили.

### Заснування міста
Мглин містечко вперше згадується в літописах під 1389 роком. Назва містечка, за народною етимологією, походила від навколишніх темних та млистих лісів, за іншою версією — від значної кількості млинів, які знаходилися навколо міста, і які постачали населенню високоякісне місцеве борошно.
В XV ст. Мглин належав Великому князівству Литовському. 1501 року його захопили московити, а на початку XVII століття — відвоювали війська Речі Посполитої. Місто входило до складу Смоленського воєводства.

### Український період
Протягом 1649–1782 Мглин у складі Гетьманщини. Він був сотенним містом Стародубського полку. 1658 року в бою під Мглином козацьке військо полковника Івана Нечая розбило московський загін стольника А. Дашкова, захопивши 5 гармат. 1663 року Мглин витримав облогу польських військ. 1760 російська імператриця Єлизавета Петрівна подарувала місто у приватну власність гетьману України Кирилу Розумовському.
1781, після анексії Гетьманщини, місто стало повітовим центром Новгород-Сіверського намісництва, а з 1802 року — Чернігівської губернії.
1861 року в місті працювали вже 3 цегельні, 2 салотопних та шкіряний заводи. На початку 20 століття їх змінили 2 маслоробних заводи. Занепад економіки міста почався після будівництва залізниці через сусідній Почеп, а Мглин з населенням в 11 тис. осіб залишився осторонь. Почався відтік населення.
У місті народився батько Лесі Українки — Петро Косач.
У 1917–1918 Мглин входив до складу Української народної Республіки і Української Держави. Місто було повітовим центром Чернігівської губернії УНР. Північніше Мглина від річки Десна починався кордон з Білоруською народною республікою.

### Анексія міста Росією
1919 року російські більшовики анексували Мглин, відмовившись передавати його навіть до складу маріонеткової УРСР. Вони самовільно прилаштували його до Гомельської губернії РРФСР. 1926, після повернення Гомеля до складу Білорусі, місто залишили у складі Росії, у Брянській губернії.
Після Другої Світової війни були збудовані крохмале-паточний, маслоробний, цегляний заводи, швейна фабрика, промисловий комбінат.

## Економіка
В місті працюють маслосироробний, крохмальний та асфальтовий заводи, лісгосп.

## Населення
Населення міста становить 8 222 особи
- 2008 — 8222 осіб
- 2002 — 8261 осіб
- 1989 — 7700 осіб
- 1970 — 6100 осіб
- 1959 — 5700 осіб
- 1939 — 7300 осіб
- 1861 — 8000 осіб
- 1781 — 2000 осіб

## Культура
- Собор Успіння Богоматері (1830) — збудований в стилі класицизму на честь перемоги над Наполеоном.

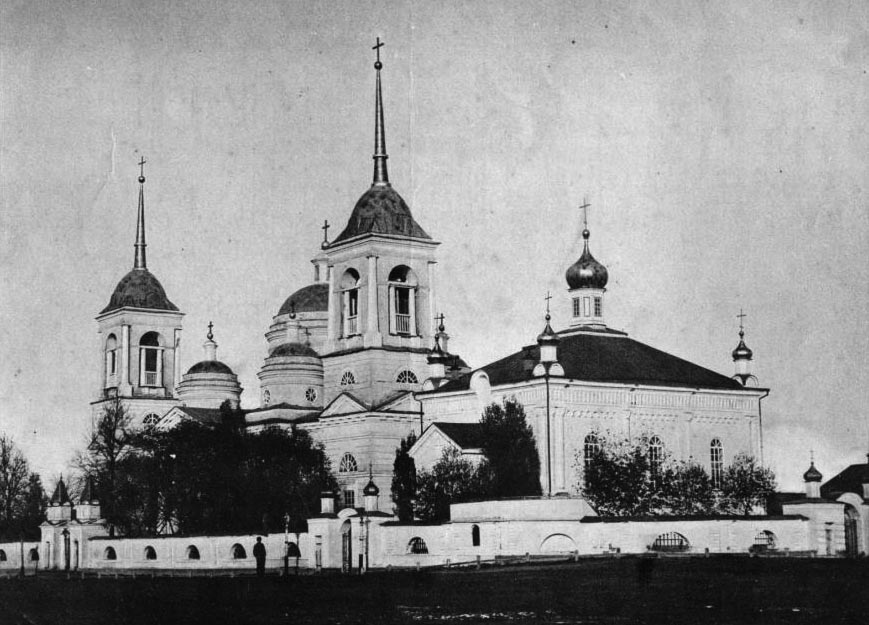
Кафедральний собор

## Уродженці
- Андрєєв Андрій Олексійович (1967—2014) — солдат Збройних сил України, учасник російсько-української війни (з 2014).
- Петро Антонович Косач (1842—1909) — юрист, громадський діяч, батько Лесі Українки.
- Григорій Антонович Косач (1843—після 1916) — титулярний радник, дядько Лесі Українки.
- Олена Антонівна Косач (1845—1927) — українська письменниця та громадська діячка, тітка Лесі Українки.
- Шунько Віталій Омелянович (1930) — український кінорежисер, сценарист, художник.
- Скандраков Сергій В'ячеславович (1876—1953) — білоруський вчений-агроном, публіцист, краєзнавець.
- Кауфман Абрам Йосифович — лікар, організатор громади та сіоніст, який допоміг захистити кілька десятків тисяч євреїв, які шукали сховища у Східній Азії під час Другої світової війни.
- Антонович Олександр Трифонович (1877—1937) — російський воєначальник, генерал-майор Білої армії.